# Mimips
Mimips är ett släkte av skalbaggar. Mimips ingår i familjen vivlar.

## Dottertaxa tillMimips, i alfabetisk ordning[1]
- Mimips acuminatus
- Mimips analogus
- Mimips angolensis
- Mimips angulatus
- Mimips angylocalyx
- Mimips ashantius
- Mimips atratus
- Mimips bidens
- Mimips bidentatus
- Mimips brasiliensis
- Mimips caelatus
- Mimips camerunus
- Mimips caudatus
- Mimips cavifrons
- Mimips ciliatus
- Mimips confusus
- Mimips congonus
- Mimips congruens
- Mimips conjunctus
- Mimips duplicatus
- Mimips elongatus
- Mimips euphorbiae
- Mimips excavatus
- Mimips fallaciosus
- Mimips fallax
- Mimips fortis
- Mimips gracilis
- Mimips harongae
- Mimips immunitis
- Mimips katangensis
- Mimips kivuensis
- Mimips lefevrei
- Mimips lepidus
- Mimips major
- Mimips medius
- Mimips mimicus
- Mimips octospinosus
- Mimips ocularis
- Mimips pachylobius
- Mimips pilosellus
- Mimips pilosus
- Mimips quadridens
- Mimips robertsi
- Mimips setifer
- Mimips sexdentatus
- Mimips seydeli
- Mimips simplex
- Mimips spinidens
- Mimips subimmunitus
- Mimips suspectus
- Mimips sutirifer
- Mimips tenuis
- Mimips tridens
- Mimips tridentatus
- Mimips tuberculatus
- Mimips uncinatus
- Mimips uniformis
- Mimips variabilis